# ディオンテ・バンクス
ディオンテ・バンクス（Deonte Banks, 2001年3月3日 - ）は、アメリカ合衆国メリーランド州ボルチモア出身のプロアメリカンフットボール選手。NFLのニューヨーク・ジャイアンツに所属している。ポジションはコーナーバック。

## 経歴

### カレッジ
メリーランド大学に進学し、1年目の2019年シーズンは28タックル、1つのインターセプトを記録した。
2021年シーズンは開幕後2試合目で肩を痛めて手術を受け、残りの試合を全休した。
2022年シーズンは26タックル、1つのインターセプトを記録した。シーズン終了後、2023年のNFLドラフトにエントリーした。

### ニューヨーク・ジャイアンツ
| 6 ft 0+1⁄8 in (183 cm)          | 197 lb (89 kg) | 31+3⁄8 in (80 cm) | 9+3⁄8 in (24 cm) | 4.35 s | 1.49 s | 2.47 s | 42.0 in (107 cm) | 11 ft 4 in (3.45 m) |
| All values from the NFL Combine |                |                   |                  |        |        |        |                  |                     |

ドラフト全体24位でニューヨーク・ジャイアンツから指名された。